# Ross Valory
Ross Lamont Valory (San Francisco, 2 de febrero de 1949) es un músico estadounidense, popular por su trabajo con la banda de AOR Journey. Valory ha tocado el bajo en todos los álbumes de Journey hasta la fecha excepto en  Raised In Radio ya que Steve Smith y el fueron despedidos previamente. El bajista volvió al grupo 10 años después para el nuevo disco 'Trial by fire'.
Valory creció en Lafayette, California y fue estudiante de la Acalanes High School.
También ha tocado en las bandas The Storm, Frumious Bandersnatch y Steve Miller Band.

## Discografía

### Journey
- 1975: Journey
- 1976: Look into the Future
- 1977: Next
- 1978: Infinity
- 1979: Evolution
- 1980: Departure
- 1981: Escape
- 1983: Frontiers
- 1996: Trial by Fire
- 2001: Arrival
- 2005: Generations
- 2008: Revelation
- 2011: Eclipse